# 琥珀斯氏脂䲁
琥珀斯氏脂䲁（學名：Starksia sangreyae），為輻鰭魚綱䲁形目脂䲁科斯氏脂䲁屬的一個種，種名以史密森尼學會的科學家瑪麗·桑格雷的名字命名，分布於中西大西洋貝里斯海域，深度1至2公尺，本魚體長，扁平，頭尖，無眼鬚，鼻鬚和頸鬚不分支，背鰭硬棘與軟條之間有一缺刻，雄魚第一臀棘長，與鰭的其餘部分分離，變性為性器官，側線連續，前段拱起，後段直，頭部和身體淺褐色，具一系列垂直的褐色橫帶，橫帶之間有狹窄的白色間隙，雌魚眼後有一個明顯的馬蹄形深色斑點，背鰭基部末端有一個顯著的黑斑，有時臀鰭基部末端也有一黑斑，延伸至最後一根背鰭軟條，雄魚頭部和身體前部呈紅色，背鰭硬棘19-20枚、背鰭軟條7-8枚、臀鰭硬棘2枚、臀鰭軟條14-16枚，體長可達1.6公分，棲息在珊瑚礁平台，生活習性不明。